# Lover (lied van Taylor Swift)
"Lover" is een nummer van de Amerikaanse zangeres Taylor Swift. Het werd uitgebracht op 16 augustus 2019 door Republic Records als de derde single van Swifts zevende studioalbum Lover.

## Achtergrond en promotie
Op 11 augustus nam Taylor Swift op de Teen Choice Awards de Icon Award in ontvangst. Tijdens haar speech vermeldde ze dat haar nieuwste single, "Lover", op vrijdag 16 augustus zou uitkomen. Op deze dag verscheen ook een video met de songtekst op YouTube.

## Videoclip
De dag voordat het album Lover werd uitgebracht, hield Swift een livestream op YouTube over het album. Aan het eind deze livestream werd de videoclip van "Lover" uitgebracht. De videoclip is geïnspireerd op een van de songteksten op Swifts album 1989, namelijk "You two are dancing in a snow globe 'round and 'round". In de videoclip is dan ook te zien hoe Swift en haar tegenspeler samen in een huis in een sneeuwbol wonen en daar door de hoogte- en dieptepunten van hun relatie gaan. Swift regisseerde de videoclip samen met Drew Kirsch, met wie zij ook de videoclip van "You Need to Calm Down" opnam.

## Prijzen en nominaties
Lover werd genomineerd voor de Grammy Award voor Song of the Year in 2020. Dit is de vierde nominatie die Swift ontving in deze categorie, waardoor ze een van de vrouwelijke artiesten werd met de meeste nominaties voor Song of the Year. "Lover" won de prijs voor Song of the Year echter niet. Daarnaast is "Lover" genomineerd voor twee MTV Video Music Awards, namelijk voor Best Pop Video en voor Best Art Direction.

## Uitvoeringen en andere versies
Swift heeft "Lover" bij verschillende optredens uitgevoerd, waaronder bij de MTV Video Music Awards, Saturday Night Live, haar optreden ter ere van haar titel 'Artiest van het Decennium' bij de American Music Awards en bij een optreden in Parijs. Van deze laatste twee optredens zijn de vertolkingen ook als single uitgebracht. Bij de American Music Awards vertolkte Swift "Lover" onder begeleiding van een orkest. Dit arrangement werd uitgebracht onder de naam "First Dance Remix". Bij haar optreden in Parijs speelde Swift een akoestische versie van Lover. Deze versie werd uitgebracht als onderdeel van de "Live from Paris" singles.
Daarnaast bracht Swift in november 2019 met Shawn Mendes een remix van "Lover" uit. Mendes zingt niet alleen op de remix maar heeft ook een deel van de lyrics aangepast.
Niall Horan en Fletcher brachten in maart 2020 een cover van "Lover" uit als onderdeel van Horans Spotify Singles.

## Hitnoteringen
"Lover" piekte in de Verenigde Staten op de tiende plek in de Billboard Hot 100. Daarnaast deed de single het goed in Oceanië; in zowel Nieuw-Zeeland als Australië behaalde het een derde plek in de hitlijsten. In de Vlaamse Ultratop 50 bereikte "Lover" een 16e plek. In Nederland bereikte de single de Top 40 niet, maar wel een 79ste plek in de Single Top 100. De versie van "Lover" met Shawn Mendes bereikte in Nederland wel de Tipparade.

### NederlandseSingle Top 100
| Hitnotering: (Week 1) 31-08-2019 | Hitnotering: (Week 1) 31-08-2019 | Hitnotering: (Week 1) 31-08-2019 |
| Week:                            | 1                                |                                  |
| -------------------------------- | -------------------------------- | -------------------------------- |
| Positie:                         | 79                               | uit                              |

### VlaamseUltratop 50
| Hitnotering: (Week 1 t/m 24) 31-08-2019 t/m 08-02-2020 | Hitnotering: (Week 1 t/m 24) 31-08-2019 t/m 08-02-2020 | Hitnotering: (Week 1 t/m 24) 31-08-2019 t/m 08-02-2020 | Hitnotering: (Week 1 t/m 24) 31-08-2019 t/m 08-02-2020 | Hitnotering: (Week 1 t/m 24) 31-08-2019 t/m 08-02-2020 | Hitnotering: (Week 1 t/m 24) 31-08-2019 t/m 08-02-2020 | Hitnotering: (Week 1 t/m 24) 31-08-2019 t/m 08-02-2020 | Hitnotering: (Week 1 t/m 24) 31-08-2019 t/m 08-02-2020 | Hitnotering: (Week 1 t/m 24) 31-08-2019 t/m 08-02-2020 | Hitnotering: (Week 1 t/m 24) 31-08-2019 t/m 08-02-2020 | Hitnotering: (Week 1 t/m 24) 31-08-2019 t/m 08-02-2020 | Hitnotering: (Week 1 t/m 24) 31-08-2019 t/m 08-02-2020 | Hitnotering: (Week 1 t/m 24) 31-08-2019 t/m 08-02-2020 | Hitnotering: (Week 1 t/m 24) 31-08-2019 t/m 08-02-2020 | Hitnotering: (Week 1 t/m 24) 31-08-2019 t/m 08-02-2020 | Hitnotering: (Week 1 t/m 24) 31-08-2019 t/m 08-02-2020 | Hitnotering: (Week 1 t/m 24) 31-08-2019 t/m 08-02-2020 | Hitnotering: (Week 1 t/m 24) 31-08-2019 t/m 08-02-2020 | Hitnotering: (Week 1 t/m 24) 31-08-2019 t/m 08-02-2020 | Hitnotering: (Week 1 t/m 24) 31-08-2019 t/m 08-02-2020 | Hitnotering: (Week 1 t/m 24) 31-08-2019 t/m 08-02-2020 |
| Week:                                                  | 1                                                      | 2                                                      | 3                                                      | 4                                                      | 5                                                      | 6                                                      | 7                                                      | 8                                                      | 9                                                      | 10                                                     | 11                                                     | 12                                                     | 13                                                     | 14                                                     | 15                                                     | 16                                                     | 17                                                     | 18                                                     | 19                                                     | 20                                                     |
| ------------------------------------------------------ | ------------------------------------------------------ | ------------------------------------------------------ | ------------------------------------------------------ | ------------------------------------------------------ | ------------------------------------------------------ | ------------------------------------------------------ | ------------------------------------------------------ | ------------------------------------------------------ | ------------------------------------------------------ | ------------------------------------------------------ | ------------------------------------------------------ | ------------------------------------------------------ | ------------------------------------------------------ | ------------------------------------------------------ | ------------------------------------------------------ | ------------------------------------------------------ | ------------------------------------------------------ | ------------------------------------------------------ | ------------------------------------------------------ | ------------------------------------------------------ |
| Positie:                                               | 41                                                     | 39                                                     | 30                                                     | 26                                                     | 30                                                     | 36                                                     | 32                                                     | 31                                                     | 23                                                     | 30                                                     | 26                                                     | 27                                                     | 18                                                     | 17                                                     | 17                                                     | 16                                                     | 20                                                     | 31                                                     | 21                                                     | 19                                                     |
| Week:                                                  | 21                                                     | 22                                                     | 23                                                     | 24                                                     |                                                        |                                                        |                                                        |                                                        |                                                        |                                                        |                                                        |                                                        |                                                        |                                                        |                                                        |                                                        |                                                        |                                                        |                                                        |                                                        |
| Positie                                                | 22                                                     | 31                                                     | 41                                                     | 40                                                     | uit                                                    |                                                        |                                                        |                                                        |                                                        |                                                        |                                                        |                                                        |                                                        |                                                        |                                                        |                                                        |                                                        |                                                        |                                                        |                                                        |